# London River Services
London River Services és una filial de Transport for London (TfL), que gestiona el transport de viatgers al riu Tàmesi, a Londres, Regne Unit. L'empresa no té en propietat embarcacions, és l'encarregada de donar les llicències a altres operadors, regular el servei tant de transport regular com d'oci i turisme.
El riu Tàmesi normalment no té més de 300 metres d'amplada al pas pel centre de Londres i és fàcilment travessat per ponts o túnels. Els serveis majoritàriament són a l'est i oest al llarg de riu i en l'únic punt que hi ha un servei ferry per travessar el riu és aigua avall on el riu és més ample.
La xarxa no té un nombre de serveis extens però des de la creació de London River Services el transport fluvial està experimentant un creixement. Més de 2.000 viatgers diaris viatgen a través del riu i ascendeix a tres milions a l'any.